# Mrač (przystanek kolejowy)
Mrač – przystanek kolejowy w miejscowości Mrač, w kraju środkowoczeskim, w Czechach. Znajduje się na wysokości 300 m n.p.m. Położony jest we wschodniej części miejscowości, przy drodze nr 1091.
Jest zarządzany przez Správę železnic. Na przystanku nie ma możliwości zakupu biletu, a obsługa podróżnych odbywa się w pociągu.

## Linie kolejowe
- 221 Praha - Benešov u Prahy